# Маенца
Маенца (італ. Maenza) — муніципалітет в Італії, у регіоні Лаціо,  провінція Латина.
Маенца розташована на відстані близько 75 км на південний схід від Рима, 24 км на схід від Латини.
Населення — 3087 осіб (2014).
Щорічний фестиваль відбувається 29 травня. Покровитель — San Eleuterio.

## Демографія
Населення за роками:

Станом на 1 січня 2023 року в муніципалітеті офіційно проживали 144 іноземці з 21 країни, серед них 67 громадян країн Євросоюзу та 6 громадян України.

## Сусідні муніципалітети
- Карпінето-Романо
- Джуліано-ді-Рома
- Приверно
- Просседі
- Роккагорга
- Супіно